# 福江藩
福江藩（ふくえはん）は、江戸時代の肥前国において、五島列島の大部分を治めた藩。五島藩（ごとうはん）とも呼ばれる。藩の成立から版籍奉還まで外様大名の五島家が藩主を務めた。石高は1万5000余石（一時、富江領に3000石を分知し、1万2000余石となる）で、藩庁は石田城（当初は江川城。現在の長崎県五島市）で城主大名だった。

## 略史
文治3年（1187年）、平家盛（平忠盛次男、平清盛の異母弟）が宇久島に上陸し、宇久姓を名乗る。観応2年（1351年）、宇久覚が宇久より福江島岐宿に移り、天正15年（1587年）、宇久純玄（すみはる）が五島姓へと改める。藩の成立は江戸時代初頭の慶長8年（1603年）に、初代藩主・五島玄雅（五島純玄の嗣子）が徳川家康に謁し、1万5千余石の所領を認める朱印状を下賜されたことに始まる。
第2代藩主・盛利は、玄雅の養子として慶長17年（1612年）にその跡を継いだ。元和5年（1619年）、玄雅の実子・五島角右衛門の養子であった大浜主水が、後継者の権利主張と盛利の失政を幕府に対し直訴した。しかし幕府は盛利の正当性を認め、主水の訴えを退けた。盛利は主水とその一派を処刑した。いわゆる「大浜主水事件」である。この事件を機に藩主の支配権強化に着手し、藩政の礎を築いた。兵農分離の徹底と、各知行地に居住していた家臣団に対し「福江直り（ふくえなおり）」と呼ばれる福江城下への移住を強制した。福江直りは寛永11年（1634年）に完了している。寛永12年（1635年）には領内の検地を実施し、曖昧であった家臣団の知行高・序列を決定した。更に、慶長19年（1614年）に焼失した江川城に代わって、寛永14年（1637年）、石田陣屋を建設して藩庁の整備を行なった。承応元年（1652年）、漁場として最盛期を迎えて居住者の増えていた男女群島に「女島奉行」を新たに設置した。
第4代藩主・盛勝は幼少で藩主となり、寛文元年（1661年）、その後見役で叔父の盛清に富江領3000石が分知された。この地は捕鯨が盛んで藩財政の基盤となっていた。しかし富江領成立直後から福江領有川村（現在の南松浦郡新上五島町）と富江領魚目村（新上五島町）の漁民の間で、流血にまで至る漁業権問題が発生した。幕府の仲介により元禄2年（1689年）、入会制度が成立して問題は解消した。その後、捕鯨による利潤で藩財政は潤うこととなった。
捕鯨で潤っていた藩財政も、江戸時代後半になると度重なる飢饉により逼迫することとなった。このため、第6代藩主・盛佳は領内の労働人口を把握して確保するため、享保6年（1721年）より「人付け改め」と呼ばれる徹底した人身把握政策を開始し、各世帯の家族数・年齢・世帯主との続柄・出自・身分を細かく人付帳に記載した。
第7代藩主・盛道は宝暦11年（1761年）、「三年奉公制」と呼ばれる藩政史上最大の悪制を開始した。これは領民の長女を除く娘が16歳に達すると福江の武家へ3年間無給で奉公に出されるといういわば奴隷制度に近いものであった。3年の奉公の後、里に帰り結婚するのであるが、離婚すると再度、3年間奉公に出された。米5石または銀300匁を藩に差し出せば免除されるという抜け道もあったが、相当に裕福な領民でなければ捻出できる額ではなく、ほとんどの領民は奉公に出された。「人付け改め」とともにこの制度は幕末まで続いた。
嘉永2年（1849年）、幕府より築城の許可を富江藩主・五島盛貫が受領し、第10代藩主・五島盛成が着工した。文久3年（1863年）、第11代五島藩主・盛徳によって、日本で最も新しい城として石田城が竣工した。
明治4年（1871年）、廃藩置県により福江県となる。のち、長崎県に編入された。明治2年（1869年）に旧藩主・五島家は華族に列し、明治17年（1884年）に子爵となった。盛徳の跡を継いだ盛主には男子がなかったが、旧新発田藩主家の溝口直溥の十六男盛光を養子に迎えることで無事に家を存続させた。しかし盛光の後継者だった盛輝は昭和20年（1945年）8月9日に長崎市で原子爆弾に被爆したことが原因で9月2日に卒去した。盛輝と夫人の間には子供がいなかったため、当主が長い間不在であったが1986年に夫人の甥（夫人の妹の子）である典昭が養子に入り、当主を引き継いでいる。

## 歴代藩主
五島家
外様 1万5000余石→1万2000余石→1万5000余石
1. 玄雅
2. 盛利
3. 盛次
4. 盛勝 分知により1万2千石
5. 盛暢
6. 盛佳
7. 盛道
8. 盛運
9. 盛繁
10. 盛成
11. 盛徳 合併により1万5余千石

## 富江領（富江藩）
五島氏第23代当主（福江藩の第3代藩主）・五島盛次の弟・五島盛清（富江五島家初代当主）が、寛文元年（1661年）、宗家・福江藩より分知して富江藩が成立し、政庁として富江陣屋が築かれた。石高は3000石で、高家・交代寄合（大名格）として扱われた。
第6代当主・五島運龍（瑞鳳公）は、将軍・徳川家斉の側衆、大番頭役、京都二条城在番、大坂城番、諸国巡見使を歴任した。第7代当主・五島盛貫（将軍・徳川家茂の側衆）の時代には、実高1万600余石となった。
慶応4年（1868年）、福江本藩藩主の五島盛徳が政府に申し出たことにより、第8代当主五島盛明の代に領地を没収し福江藩に併合され、代わりに蔵米三千石を渡すことになったが、これは福江藩が海防などによる出費が増えるため、収入増を目指したものであった。富江領民は反発し、武装蜂起して激しく抵抗した（富江騒動）。明治2年に新政府により沙汰が出され、旧領内の1千石のみが認められた。ただしこの1千石の認可は実体の無いものであり、同年中に同じく新政府により代替地として北海道寿都町の地を与えられたが、これも移住などの行動は行っていない。

### 歴代富江領主
五島家
表高家交代寄合 3000石
1. 盛清
2. 盛朗 - 室は筒井正勝娘。元禄元年（1688年）に藩校成章館を開設した。
3. 盛尚
4. 盛峯 - 室は小笠原貞通娘
5. 盛恭 - 五島盛道の四男。室は奥田高甫娘。
6. 運龍 - 室は京極高文娘。後室に林忠英娘
7. 盛貫 - 婿養子[※ 1]。徳川家茂侍役。福江本藩の福江城の築城許可を取りつける。異国船方在役。
8. 盛明 - 実父は溝口養正
9. 基民 - 実父は五条為定
10. 聰千代 - 初代富江町長。

## 幕末の領地
- 肥前国
  - 松浦郡のうち - 14村

この他、明治維新後に富江領の第8代当主・五島盛明が後志国磯谷郡の南部を領地としている。